# Honinbo Dosaku
Honinbo Dosaku (japanska: 本因坊道策), född 1645, död 1702, var en professionell go-spelare.

## Biografi
Dosaku var en av de största go-spelarna i historien. Han föddes i Iwami-provinsen i Japan och studerade i Honinbo-skolan, han blev Meijin vid en väldigt ung ålder.
Dosaku var den fjärde Honinbon, fjärde Meijin och Kisei vid 23 års ålder. Han började lära sig go när han var sju år gammal. Dosaku var så bra att han i 20-årsåldern alltid vann även om motståndaren fick lägga den första stenen. Rykten sa han var två stenar bättre än någon annan spelare på grund av sin djupa läsning och strategiska skicklighet. Spelare idag kan tacka honom för grundandet av den moderna öppningsstrategin.

## Meijin
En kort period efter att ha blivit överhuvud för Honinbo-skolan gavs han posten som Meijin på grun av sin spelstyrka. Detta kontroversiella beslut (vilket berövade Yasui Sanchi hans officiella position) hanterades av jisha bugyo som kallade alla berörda parter, inkluderat shgidokoro Ohashi Sokei. Sanchi deltog ej och bytet av Meijin-godokora var beslutat. Grunden för beslutet var 20 matcher som spelades mellan Honinbo Doetsu och Sanchi, för vilket Dosaku förmodligen agerade som Doetsus andra part vid ajournering. 

## Matcher
Vid 32 års ålder var han redan överhuvud för Honinbo-skolan och placerad i toppen av den officiella hierarkin. Det har föreslagits att hans sanna spelstyrka aldrig blev riktigt testad då det var för stor skillnad mellan Dosaku och hans rivaler. Beviset för hans bidrag till spelet finns i hans sparade matcher, vilka dokumenteras i så kallade kifu.
Två av hans berömda matcher är en enpoängsförlust år 1683 i en match med två stenars handikapp (hans 'livstids mästerverk') och 1670 års castle go-match där hans motståndare öppnade på tengen, vilket var en seger. Dessa var båda mot medlemmar av Yasui-huset. Över 150 matcher av honom är kända.

## Teoretiker
Dosaku är också väl ihågkommen för sina bidrag till goteorin. Han utnyttjade överkoncentration, vilket bidrog till att det blev ett av de teoretiska misstag som spelare började undvika. Tewari-analys, ett systematiskt men svårt verktyg för analys av effektiviteten i sekvenser, är tillskrivet honom, såväl som strategin amashi.
Inom joseki uppfann han tre-punkt låg pincer, en mer strategisk pincer än två-punkt låg pincer som var speciellt populär inom Yasui-huset på den tiden.

## Elever
Honinbo Dosakus elever var Ogawa Doteki, Sayama Sakugen, Hoshiai Hasseki, Kumagaya Honseki och Kuwabara Dosetsu. Alla utom en dog unga, i 20-årsåldern, och Honinbo-huset mötte en tid av återuppbyggnad. Dosetsu blev Inoue-husets överhuvud. Den unga Honinbo Dochi förde vidare traditionen.